# ادگار هوهانیسیان
ادگار هوهانیسیان (ارمنی: Էդգար Սերգեյի Հովհաննիսյան؛ ۱۴ ژانویهٔ ۱۹۳۰ – ۲۸ دسامبر ۱۹۹۸) یک آهنگساز اهل ارمنستان بود.

## زندگی‌نامه
وی در ۱۴ ژانویهٔ ۱۹۳۰ در ایروان به دنیا آمد و از کنسرواتوار دولتی کومیتاس ایروان و کنسرواتوار مسکو فارغ‌التحصیل گشت. همچنین برندهٔ جوایزی همچون چهره هنری شایسته ارمنستان شوروی، جایزه دولتی اتحاد شوروی (۱۹۷۹) و جایزه هنرمند مردمی اتحاد جماهیر شوروی (۱۹۸۶) شده‌است. وی در ۲۸ دسامبر ۱۹۹۸  در سن ۶۸ سالگی در ایروان درگذشت.

## نگارخانه

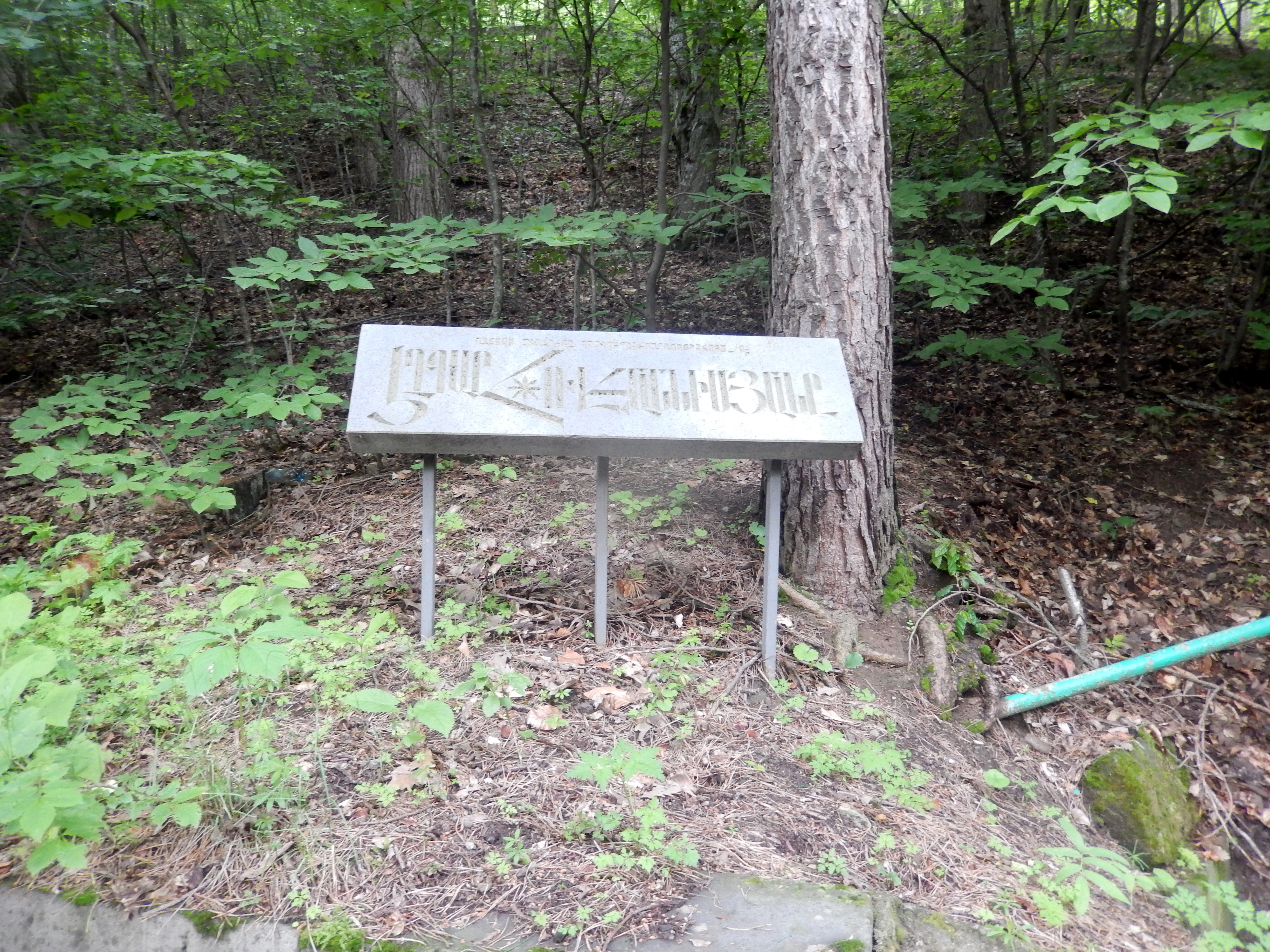
پلاک‌های یادبود ادگار هوهانیسیان در خانه خلاقیت آهنگسازان دیلیجان
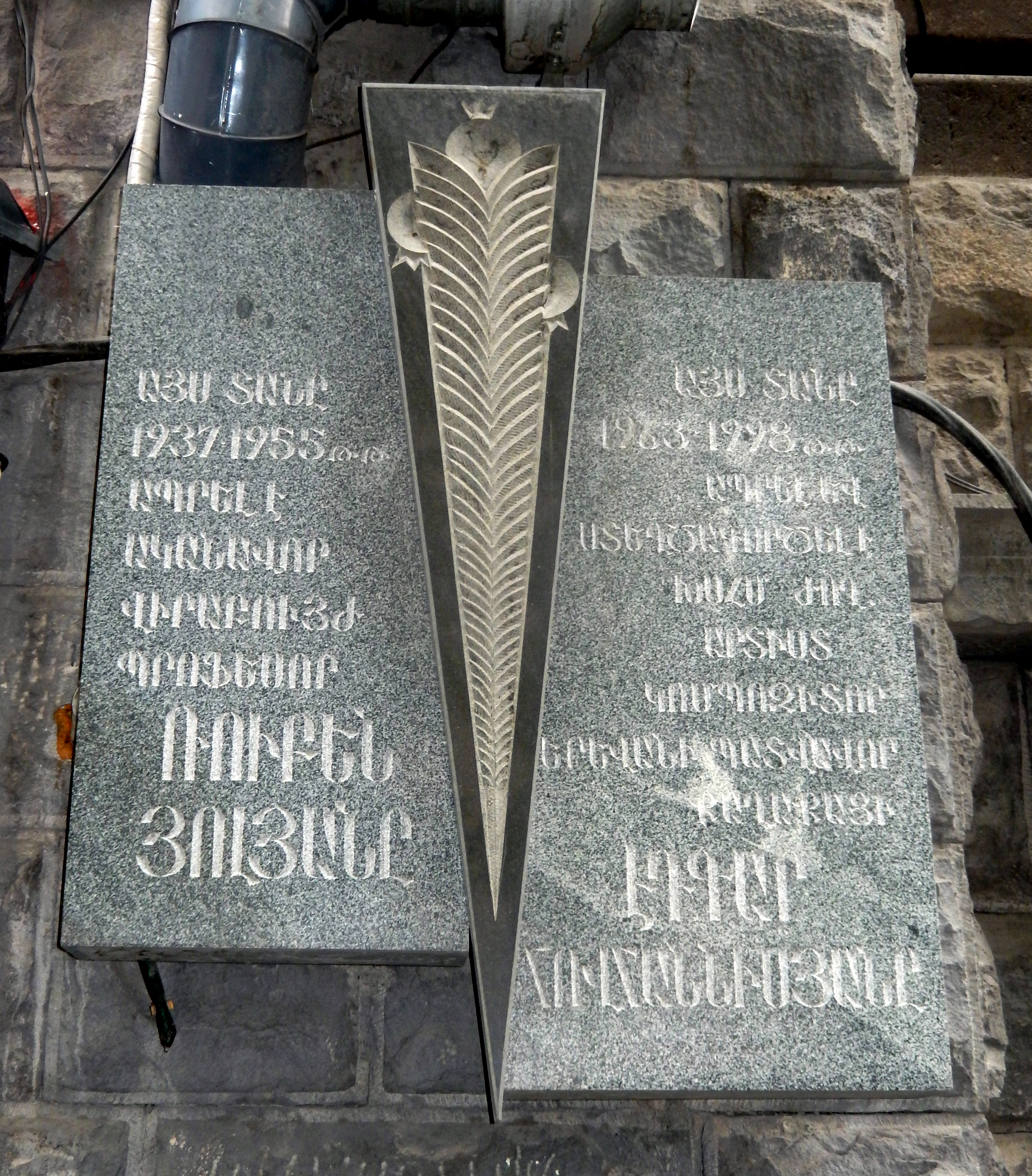
پلاک‌های یادبود ادگار هوهانیسیان در ایروان